# Centre national d’instruction de ski et d’alpinisme de la Gendarmerie
Le Centre national d’instruction de ski et d’alpinisme de la Gendarmerie (CNISAG) est chargé de la formation des membres de la Gendarmerie nationale française aux actions en montagne. Ce centre est basé sur le territoire de la commune de Chamonix-Mont-Blanc dans le département de la Haute-Savoie.

## Description
Les Pelotons de gendarmerie de haute montagne (PGHM) sont composés de gendarmes formés au Centre national d'instruction au ski et à l'alpinisme de la gendarmerie (CNISAG) implanté à Chamonix. La formation du personnel spécialisé « montagne » comprend, dans une première partie, des cycles de formation militaire, techniques et spécifiques, dans une seconde partie, des cycles de formation du diplôme d'État d'alpinisme (guide de haute montagne) et du diplôme d'État de ski alpin, et, dans une dernière partie, des stages de formation au sauvetage en montagne, au commandement et à la gestion de crise.